# Polymera (Polymera) anticalba
Polymera (Polymera) anticalba is een tweevleugelige uit de familie steltmuggen (Limoniidae). De soort komt voor in het Neotropisch gebied.